# 立法学
立法学是以国家立法活动为研究对象的科学，属于理论法学的分支学科。 

## 外部連結
- 吉林大学理论法学研究中心：立法学
- 亞洲地區島國的立法研究範例(英語) （页面存档备份，存于）